# Список корабельного состава фольксмарине
В данный список вошли все сторожевые корабли (СКР), ракетные катера (РКА) и торпедные катера (ТКА), поступившие в ВМС ГДР (Фольксмарине) в период 1956—1990 годов.

## Сторожевые корабли (Küstenschutzschiffe)

### Тип Горностай (Проект 50, Riga klass)

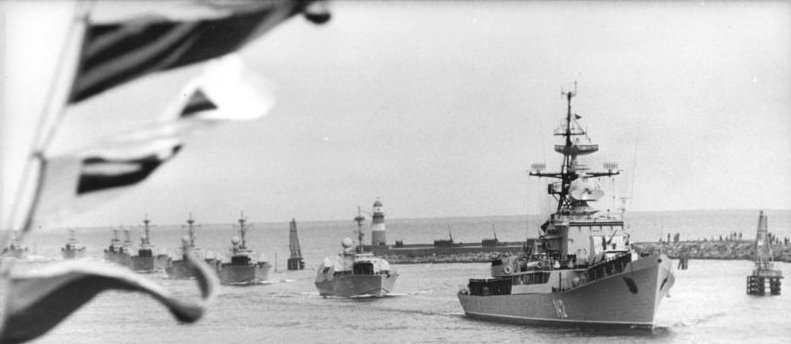

68 кораблей данного типа было построено в СССР на заводах № 445 (им. 61 коммунара) в Николаеве,ССЗ № 820 («Янтарь») в Калининграде, на ССЗ № 199 (им. Ленкома) в Комсомольске-на-Амуре в 1954—1958 годах. 4 корабля были переданы ВМС ГДР в 1956—1959 годах, где вошли в состав 4-й флотилии Фольксмарине.
- Водоизмещение:1054/1186 т.
- Размеры: длина:96,6 метр; ширина: 10,2 метра; осадка:2,9 метров.
- Мощность: 20 030 л. с.
- Макс.скорость: 29,5 узлов; Дальность хода: ок. 2000 миль
- Вооружение: 3 Х 1 100-мм АУ Б-34УСМА; 4 Х 37-мм АУ В-11 или В-11М, 2 или 3 533-мм ТА ДТА-53-50 или ТТА-53-50, 24 Х МБУ-200, 4ХБМБ-2, 26 морских якорных мин на палубе.
- Экипаж: 168 человек

| Название и номер корабля | Справочные данные |  |
| ------------------------ | --- |  |
| № 101 Эрнст Тельман      | 2.августа 1954 г. заложен на стапеле ССЗ № 820 в Калининграде; спущен на воду 29 апреля 1955 г.; вступил в строй ВМФ СССР («ОЛЕНЬ») 27 августа 1955 г. С 6.9.1955 года по 4.1. 1956 года входил в состав 4-го БМФ; с 4.1.1956 года по 27.2.1956 года и с 20.3.1956 года по 14.7.1956 года находился в составе КБФ. С 27.2.1956 года по 20.3.1956 года в составе СФ. В июле 1956 года исключён из состава ВМФ СССР и 15 декабря 1956 года вошёл в состав ВМС ГДР (переименован в «Ernst Thalmann»). В 1963 году прошёл модернизацию в Ленинграде. Исключён 29 августа 1977 года, посажен на грунт близ Пенемюнде как мишень для ВВС ГДР.           |  |
| № 102 Карл Маркс         | 27 сентября 1952 г. заложен на стапеле ССЗ № 820 в Калининграде; спущен на воду 5 ноября 1953 г.; вступил в строй ВМФ СССР («СОБОЛЬ») 13 октября 1954 г. С 22.10.1954 года по 4.1.1956 года входил в состав 4-го БМФ. С 4.1.1956 года по 19.10 1959 года входил в состав КБФ. В октябре 1959 года исключён из состава ВМФ СССР и 15 декабря 1959 года вошёл в состав ВМС ГДР (переименован в «Karl Marx»). В 1963 году проходил модернизацию в Ленинграде, переоборудован в плавучую казарму 4-й флотилии ВМС ГДР, исключён из списков флота 31 августа 1977 года.                                                                                |  |
| № 103 Карл Либкнехт      | 24 марта 1954 г. заложен на стапеле ССЗ № 820 в Калининграде; спущен на воду 16 декабря 1954 г.; вступил в строй ВМФ СССР («ТУР») 31 мая 1955 г. С 9.6.1955 года по 4.1.1956 года входил в состав 4-го ВМФ; с 4.1.1956 года по 27.2.1956 года и с 20.3.1956 года по 14.1 1957 года в составе КБФ. С 27.2.1956 года по 20.3.1956 года в составе СФ. В январе 1957 года исключён из состава ВМФ СССР и 10 октября 1957 года вошёл в состав ВМС ГДР (переименован в «Karl Liebknecht»). С декабря 1962 года по декабрь 1963 года проходил модернизацию в Кронштадте. Исключён 1 октября 1968 года из списков флота и разобран на металл.             |  |
| № 104 Фридрих Энгельс    | 17 октября 1953 г. заложен на стапеле ССЗ № 820 в Калининграде; спущен на воду 9 апреля 1954 г.; вступил в строй ВМФ СССР («ЕНОТ») 30 октября 1954 г. С 10.11.1954 года по 4.1.1956 года входил в состав 4-го ВМФ; с 4.1.1956 года по 19.10.1959 года в составе КБФ. входил в состав КБФ. В октябре 1959 года исключён из состава ВМФ СССР и 10 октября 1959 года вошёл в ВМС ГДР (переименован в «Friedrich Engels»;). С декабря 1962 года по декабрь 1963 года проходил модернизацию в Кронштадте. После — плавучая казарма. Исключён 10 октября 1969 года, предполагался к переоборудованию в музей, в 1969 году разобран на металл в Ростоке. |  |

### Тип ДЕЛЬФИН (Проект 1159, Koni klass)

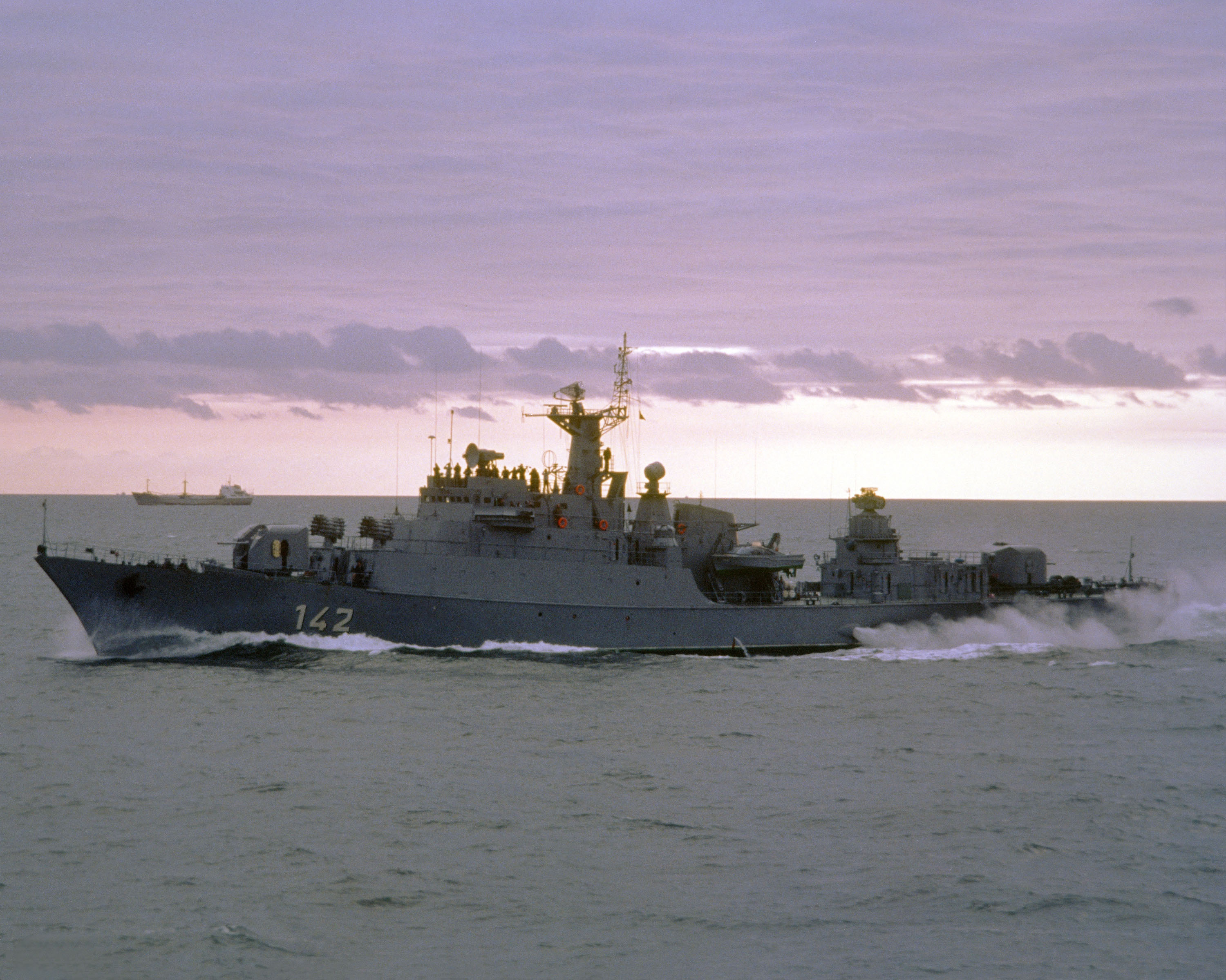

Всего на ССЗ «Красный металлист» в Зеленодольске в 1975—1987 годах было построено 12 кораблей данного типа. Три из них в 1978,1979 и 1986 годах были переданы ГДР
- Водоизмещение: 1515/1670 т.
- Размеры: длина: 96,51 метра; ширина: 12,56 метра;осадка:4,06 метров.
- Мощность: 18 000 л. с.
- Макс. скорость хода: 29,5 узлов; Дальность хода: ок. 2000 узлов.
- Вооружение: 4 × 30 мм. ЗАУ АК-230; 4 x 76,2-мм. АУ АК-726; 4 x ПУ ПКРК П-20; 4 x ПКР П-20 (SS-N-2C «Styx»); 2 x ПУ ЗиФ-122 ЗРК 8Э10; 20 x ЗУР 9М33 (SA-N-4 «Gecko»); 8 x ПУ МТ-4УС ЗРК «Стрела-3»; 16 x ЗУР 9М32М (SA-N-5 «Grail»); 24 x РБУ-6000 «Смерч-2»; 120 x РГБ-60;12 x ББ-1; до 14 мин в нагрузку.
- Экипаж: 110 человек.

| Название и номер корабля                                           | Справочные данные |  |
| ------------------------------------------------------------------ | --- |  |
| № 141/F224 «Росток»                                                | 22 октября 1974 г. заложен для ВМС ГДР на стапеле ССЗ «Красный металлист» в Зеленодольске; спущен на воду 4.06.1977 г. и вскоре переведён по внутренним водным системам на Балтийское море для прохождения сдаточных испытаний; вступил в строй ВМФ СССР(«НЕРПА») 31.12.1977 г. и временно вошёл в состав ДКБФ; 10.07.1978 г. исключён из состава ВМФ СССР и 25.07.1978 г. передан ВМС ГДР (переименован в «Rostock» (б/н 141)); Исключён 1 октября 1990 года, в октябре 1990 года временно введён в ВМС ФРГ как фрегат класса 601 141 (с января 1991 года F 224) «Росток». Исключён 21 марта 1991 года, в октябре 1991 года предназначен к продаже, в 1992 переведён на ВМБ Эккернфьорде для исследования специалистами Бундесвера, 13 августа 1992 года отбуксирован на военно-морской арсенал в Киль, в 1993 году отбуксирован на ВМБ Вильгельмсхафен, 18 мая 1995 года отбуксирован в Портсмут для использования в качестве корабля-цели, в 1998 году продан Турции для разборки на металл. |  |
| № 142"Берлин" (с 7 октября 1981 года — «Berlin-Haupstadt der DDR») | 19.01.1977 г. заложен для ВМС ГДР на стапеле ССЗ «Красный металлист» в Зеленодольске; спущен на воду 3.07.1978 г. и вскоре переведён по внутренним водным системам в Балтийское море для прохождения сдаточных испытаний; вступил в строй ВМС СССР («КРЕЧЕТ») 31.12.1978 г. и временно вошёл в состав ДКБФ; 31.05.1979 г. исключён из состава ВМФ СССР и 10.05.1979 г. передан ВМС ГДР (переименован в «Berlin» (б/н 142)); исключён 1 октября 1990 года и отбуксирован в Пенемюнде, в октябре 1990 года временно введён в ВМС ФРГ как фрегат класса 600 142 Berlin, исключён 31 декабря 1991 года, 8 марта 1995 года продан Metallaufbereitung GmbH в Росток-Мариенехе, где 13 марта 1995 года началась разборка на слом. |  |
| № 143/F225"Халле"                                                  | 8.04.1983 г. заложен для ВМС ГДР на стапеле ССЗ «Красный металлист» в Зеленодольске; спущен на воду 30.06.1984 г. и вскоре переведён по внутренним водным системам на Балтийское море для прохождения сдаточных испытаний; вступил в строй ВСФ СССР (СКР-149) 25.06.1985 г. и временно вошёл в состав ДКБФ; 23.11.1985 г. передан ВМС ГДР (переименован в «Halle»), (исключён из состава ВМФ СССР 14 марта 1986 года). Исключён 1 октября 1990 года, в октябре 1990 года временно введён в ВМС ФРГ как фрегат класса 600 143 (с января 1991 °F 225) «Halle», исключён 20 марта 1991 года, в октябре 1991 года предназначен к продаже, в июле 1993 года предложен Литве, Литва отказалась, отбуксирован в Пенемюнде, в 1995 году продан Metallaufbereitung GmbH в Росток-Мариенехе, где 14 марта 1995 года началась разборка на слом. |  |

## Ракетные катера

### Ракетный катер Тип Оса-1 (Проект 205)

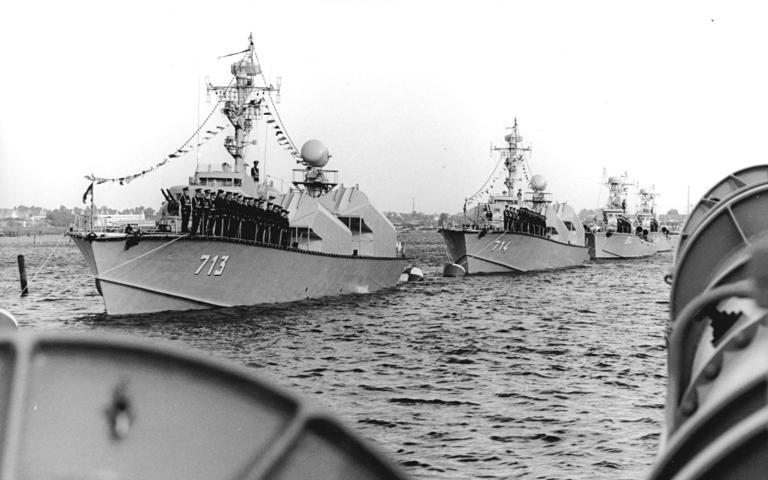

Катера данного типа являлись развитием серии проекта 183Р «Комар». Строились в Советском Союзе с 1960 года до начала 1980-х годов на трёх заводах: Приморском в Ленинграде, Дальзаводе во Владивостоке и в Рыбинске. В 1962—1971 годах 15 катеров было передано ВМС ГДР. Корабли данного типа всё время службы находились в составе 6-й флотилии.
- Водоизмещение: 173/216 т.
- Размеры: длина: 38,6 м; длина:7,6 м; осадка:1,73 м.
- Мощность: 12 000 л. с.
- Макс. скорость хода: 39 узлов; Дальность хода: 2000 миль.
- Вооружение:4 x 30 мм. ЗАУ АК-230; 4 x ПУ КТ-97 ПКРК П-15
- Экипаж: 26 человек

| Название и номер корабля | Справочные данные |
| ------------------------ | --- |
| № 711 Макс Рейхпич       | заложен, спущен, вступил в ВМФ СССР, исключён, передан ГДР, где введён 20 ноября 1962 года, с 1971 по 1981 год учебный катер (Schulboot S-31) в Парове, исключён 1 октября 1990 года, в 1994 году предполагался к передаче Эстонии, до конца сентября 1995 года разобран в Пенемюнде. |
| 712 Альбин Кёбис         | заложен, спущен, вступил в ВМФ СССР, исключён, передан ГДР, где введён 26 ноября 1962, с 1971 учебный катер (Schulboot S-32) в Парове, исключён 22 сентября 1981 и разобран на металл.                                                                                                |
| № 713 Рудольф Эгельгофер | заложен, спущен, вступил в ВМФ СССР, исключён, передан ГДР, где введён 14 января 1964, исключён 26 ноября 1981 и разобран на металл. |
| № S713 Рихард Зорге      | заложен, спущен, вступил в ВМФ СССР, исключён, передан ГДР, где введён 14 января 1964, с 1971 по 1981 учебный катер (Schulboot S-33) в Парове, исключён 1 октября 1990, в 1994 предполагался к передаче Эстонии, до конца сентября 1995 разобран в Пенемюнде.                         |
| № 732 Август Лютгенс     | заложен, спущен, вступил в ВМФ СССР, исключён, передан ГДР, где введён 24 сентября 1964, исключён 1 октября 1990, в 1994 предполагался к передаче Эстонии, до конца сентября 1995 разобран в Пенемюнде.                                                                               |
| № 713 Пауль Айзеншнайдер | заложен, спущен, вступил в ВМФ СССР, исключён, передан ГДР, где введён 16 октября 1964, исключён 6 ноября 1981 и разобран на металл в Пенемюнде. |
| № 733 Карл Мезеберг      | заложен, спущен, вступил в ВМФ СССР, исключён, передан ГДР, где введён 24 октября 1964, исключён 1 октября 1990, в 1994 предполагался к передаче Эстонии, до 18 апреля 1995 разобран в Пенемюнде.                                                                                     |
| № 712 Вальтер Кремер     | заложен, спущен, вступил в ВМФ СССР, исключён, передан ГДР, где введён 5 декабря 1964, исключён 1 октября 1990, в 1994 предполагался к передаче Эстонии, до 18 апреля 1995 разобран в Пенемюнде.                                                                                      |
| № 752 Пауль Шульц        | заложен, спущен, вступил в ВМФ СССР, исключён, передан ГДР, где введён 24 декабря 1964, исключён 1 октября 1990, в 1994 предполагался к передаче Эстонии, до октября 1995 разобран в Пенемюнде                                                                                        |
| № 754 Пауль Вичорек      | заложен, спущен, вступил в ВМФ СССР, исключён, передан ГДР, где введён 24 сентября 1965, исключён 1 октября 1990, в 1993 предложен Литве, передан Латвии для разборки на запасные части, 27 июня 1995 уведён на буксире в Лиепаю.                                                     |
| № 714 Фриц Гаст          | заложен, спущен, вступил в ВМФ СССР, исключён, передан ГДР, где введён 29 ноября 1965, исключён 1 октября 1990, в 1993 предложен Литве, передан Латвии для разборки на запасные части, 20 апреля 1995 уведён на буксире в Лиепаю.                                                     |
| № 734 Альберт Гаст       | заложен, спущен, вступил в ВМФ СССР, исключён, передан ГДР, где введён 23 декабря 1965, исключён 1 октября 1990, 10 июля 1993 передан Латвии, где 7 августа 1994 введён как патрульный катер P-01 «Zibens».                                                                           |
| № 711 Генрих Дорренбах   | заложен, спущен, вступил в ВМФ СССР, исключён, передан ГДР, где введён 3 сентября 1971, исключён 1 октября 1990, 30 августа 1993 передан Латвии на запчасти, но оставлен в резерве как P-02, в апреле 1995 разобран в Лиепае на запасные части и металл.                              |
| № 731 Отто Тост          | заложен, спущен, вступил в ВМФ СССР, исключён, передан ГДР, где введён 28 сентября 1971, исключён 1 октября 1990, 30 августа 1993 передан Латвии на запчасти, временно зачислен как P-03, до апреля 1995 разобран в Лиепае.                                                           |
| № 753 Йозеф Шарес        | заложен, спущен, вступил в ВМФ СССР, исключён, передан ГДР, где введён 6 октября 1971, исключён 1 октября 1990, 30 августа 1993 передан Латвии, где разобран на запасные части до середины апреля 1995 года.                                                                          |

### Малые ракетные корабли (Kleine Raketenschiffe)Тип Молния (Проект 1241РЭ, Tarantul klass)

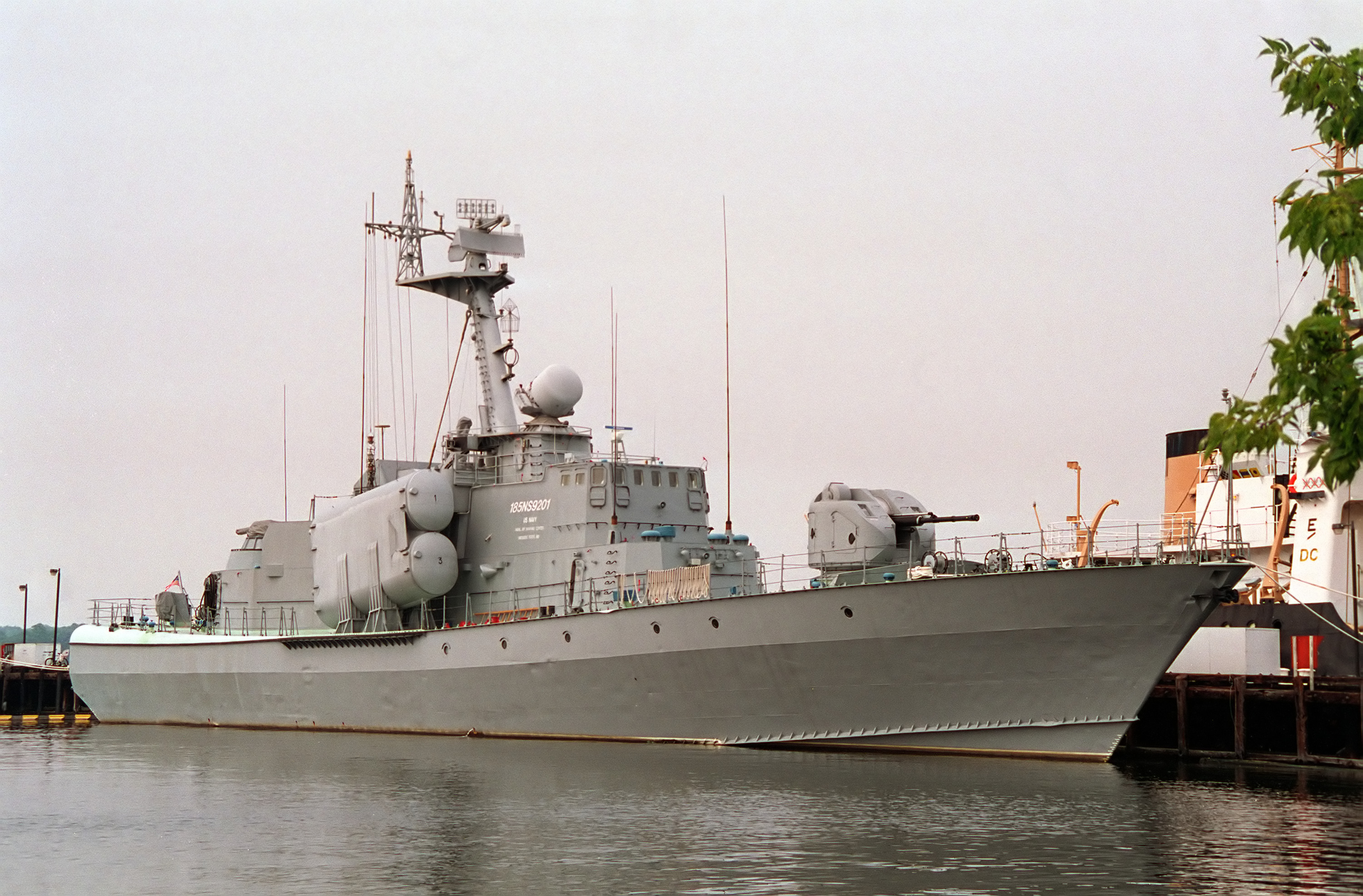

В начале 1980-х годов перед командованием Фольксмарине встал вопрос замены устаревших ракетных катеров проекта 205 на более современные корабли данного класса. С октября 1984 года по октябрь 1986 года в составе ВМС ГДР появились пять больших ракетных катеров проекта 1241 советского производства. Несли службу в составе 6-й флотилии.
- Водоизмещение: 392/469 тонн;
- Размеры: длина: 56,1 м; ширина: 10,2 м; осадка: 2,5 м.
- Максимальная скорость хода: 42 узла; Дальность хода: 1400 миль
- Вооружение: 4 пусковых установки ПКР П-15 «Термит», 1 — 76-мм АК-176, 2 x 6 30-мм АК-630, 1 ПЗРК «Стрела-3» (боекомплект 16 ПЗРК), 2 ПУ постановки помех ПК-16
- Экипаж: 41 человек.

| Название и номер корабля | Справочные данные |
| ------------------------ | --- |
| № 571 Альбин Кёбис       | заложен заводом № 341 им. Володарского в Рыбинске, спущен, передан ГДР, где введён в состав Фольксмарине 31 октября 1984, исключён 3 октября 1990, в октябре 1990 временно введён в ВМС ФРГ как корвет УРО (Flugkörper-Korvetten) класса 621 571 «Albin Köbis», исключён 31 декабря 1991, с августа 1994 по декабрь 1994 разобран на металл в Висмаре. |
| № 572 Рудольф Эгельгофер | заложен заводом № 341 им. Володарского в Рыбинске, спущен, передан ГДР, где введён 16 января 1985, исключён 3 октября 1990, в октябре 1990 введён в ВМС ФРГ как корвет УРО (Flugkörper-Korvetten) класса 621 572 (с января 1991 P 6166) «Hiddensee», исключён 22 апреля 1991, в ноябре 1991 передан США, где 14 февраля 1992 прибыл как опытовое судно Nr. 185 NS 9201 «Hiddensee» и был приписан к исследовательскому центру ВМС США в городе Соломон (штат Мэриленд). Корабль был подвергнут всесторонним испытаниям по специальной программе. , исключён в апреле 1996, в октябре 1996 поставлен как мемориал в порту Фолл-Ривер у пирса Массачусетского мемориального музея «USS Massachusetts Memorial» и 14 июня 1997 открыт для посещения. |
| № 573 Фриц Глобиг        | заложен заводом № 341 им. Володарского в Рыбинске, спущен, передан ГДР, где введён 5 октября 1985, исключён 3 октября 1990, в октябре 1990 временно введён в ВМС ФРГ как корвет УРО (Flugkörper-Korvetten) класса 621 573 «Fritz Globig», исключён 31 декабря 1991, с 14 марта 1994 разобран на металл в Висмаре. |
| № 574 Пауль Айзеншнайдер | заложен заводом № 341 им. Володарского в Рыбинске, спущен, передан ГДР, где введён 12 февраля 1986, исключён 3 октября 1990, в октябре 1990 временно введён в ВМС ФРГ как корвет УРО (Flugkörper-Korvetten) класса 621 574 «Paul Eisenschneider», исключён 31 декабря 1991, с декабря 1994 по март 1995 разобран на металл в Висмаре. |
| № 575 Ганс Беймлер       | заложен заводом № 341 им. Володарского в Рыбинске, спущен, передан ГДР, где введён 28 октября 1986, исключён 3 октября 1990, в октябре 1990 временно введён в ВМС ФРГ как корвет УРО (Flugkörper-Korvetten) класса 621 575 «Hans Beimler», исключён 31 декабря 1991, в 1994 установлен в качестве музея в Пеенемюнде, открыт для посещений с 4 июля 1994. |

#### Малые ракетные корабли (Kleine Raketenschiffe) проекта 151 (Sassnitz-Klasse)

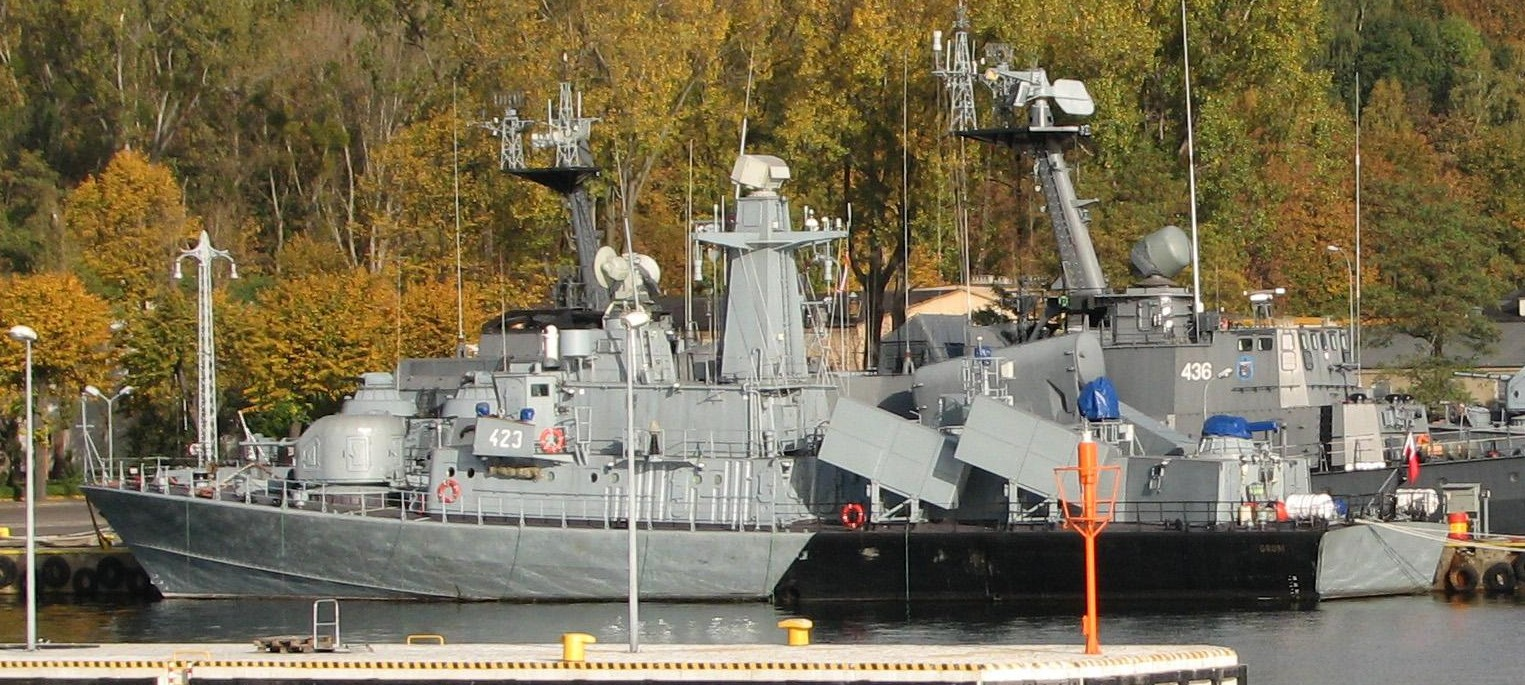

Корабли строились на верфи «Peenewerft» в г. Вольгаст. Предполагалось, что этот РКА поступит на вооружение флотов стран-участниц Варшавского договора. До объединения Германии удалось построить только один корабль, два корабля были достроены уже в ФРГ, три в недостроенном состоянии переданы Польше, ещё четыре были сняты со строительства в октябре 1990 года. Кроме того ещё пять кораблей данного класса намечались к строительству, но дальше дело не пошло
- Водоизмещение: 348 т.
- Размеры: длина: 48,9 метров; ширина: 8,45 метров; Осадка: 2,15 метров.
- Макс. скорость хода: 37 узлов; Дальность хода: 2200 миль.
- Вооружение: 1 — 76 мм. АУ АК-176, 1 x 6 — 30 мм. АУ АК-630, 8 противокорабельных ракет.

| Название и номер корабля  | Справочные данные |
| ------------------------- | --- |
| № 151.0 Зассниц           | заложен 24 апреля 1987, спущен 27 ноября 1987, модернизирован с сентября 1989 по май 1990, вступил в ВМС ГДР 31 июля 1990 года, в августе 1990 года переоборудован в патрульный катер (Patrouillenboot) по проекту 151А, исключён в октябре 1990, в октябре 1990 введён в ВМС ФРГ как корвет (Korvette) класса 620 591 (с января 1991 P 6165) «Sassnitz» с сер. № 620/01, исключён 21 марта 1991, 2 октября 1991 передан Береговой охране ФРГ, с мая 1992 по 1993 переоборудован на «Peene-Werft» в Вольгасте в патрульный катер (Patrouillenboot) по «классу 54» и 15 мая 1993 введён как BG 22 (с 1 июля 2005 BP 22) «Neustrelitz» с сер. № 157/13, 1 июля 2005 передан полиции ФРГ. |
| № 151.01 Остзеебад Зеллин | заложен 20 января 1989, спущен 16 декабря 1989, с августа 1990 строился как патрульный катер (Patrouillenboot) по проекту 151А, 2 октября 1990 зачислен в ВМС ФРГ как 592 «Sellin», в октябре 1991 передан Береговой охране ФРГ, где предполагалось ввести как патрульный катер (Patrouillenboot) BG 23 «Sellin», с 1993 использовался в ВМС ФРГ как опытовый корабль 592 «Sellin», исключён, в 2002 продан для разделки на металл. |
| № 151.02 Остзеебад Бинц   | начат строительством «VEB Peenewerft» в Вольгасте 27 декабря 1988, заложен 3 мая 1989, спущен 26 февраля 1990, с августа 1990 строился как патрульный катер (Patrouillenboot) по проекту 151А, вступил в ВМС ФРГ 13 декабря 1990 как 593 «Binz», в октябре 1991 передан Береговой охране ФРГ, с 1995 по 1996 переоборудован на «Peene-Werft» в Вольгасте в патрульный катер (Patrouillenboot) по «классу 54» и 30 июня 1996 введён как BG 24 (с BG 23, с 1 июля 2005 BP 23) «Bad Düben» с сер № 157/14, 1 июля 2005 передан полиции ФРГ. |
| № 151.03                  | заложен 26 июня 1989, спущен 10 мая 1990, с августа 1990 строился как патрульный катер (Patrouillenboot) по проекту 153, снят со строительства 11 сентября 1990. |
| № 151.04                  | заложен 13 сентября 1989, спущен 7 июля 1990, с августа 1990 строился как патрульный катер (Patrouillenboot) по проекту 153, снят со строительства 11 сентября 1990. |
| № 151.05                  | заложен 10 июля 1990, с августа 1990 строился как патрульный катер (Patrouillenboot) по проекту 153, спущен в 1990, снят со строительства 11 сентября 1990. |
| № 151.06                  | заложен 20 августа 1990 как патрульный катер (Patrouillenboot) по проекту 153, спущен в ноябре 1990, снят со строительства 11 сентября 1990. |
| Объект № 286              | начат строительством «VEB Peenewerft» в Вольгасте для ВМС Польши, заложен 12 августа 1990, спущен 29 сентября 1990, 15 октября 1990 передан для достройки верфи «Stocznia Polnocna im. Bohaterow Westerplatte» в Гданьск, где достроивался по проекту 660 как малый ракетный корабль (Male okret rakietowe) 421 «Orkan» (стр. № 660/1), передан ВМС Польши 28 июля 1992, вступил 18 сентября 1992, в 2008 модернизируется с установкой 8 ПУ ПКР RBS-15 Mk2. |
| Объект № 287              | начат строительством «VEB Peenewerft» в Вольгасте для ВМС Польши, заложен 10 сентября 1990, спущен 19 октября 1990, 13 ноября 1990 передан для достройки верфи «Stocznia Polnocna im. Bohaterow Westerplatte» в Гданьск, где достроивался по проекту 660 как малый ракетный корабль (Male okret rakietowe) 422 «Piorun» (стр. № 660/2), передан ВМС Польши 25 февраля 1994, вступил 11 марта 1994, в 2008 модернизируется с установкой 8 ПУ ПКР RBS-15 Mk2. |
| Объект № 288              | начат строительством «VEB Peenewerft» в Вольгасте для ВМС Польши, заложен 12 октября 1990, спущен 11 декабря 1990, 17 декабря 1990 передан для достройки верфи «Stocznia Polnocna im. Bohaterow Westerplatte» в Гданьск, где достроивался по проекту 660 как малый ракетный корабль (Male okret rakietowe) 423 «Huragan» (с «Grom») (стр. № 660/3), передан ВМС Польши в 1995, вступил 28 апреля 1995, в 2007 модернизирован с установкой 8 ПУ ПКР RBS-15 Mk2. |

Ещё пять кораблей данного класса намечались к строительству, но дальше дело не пошло.

## Торпедные катера

### Торпедные катера на подводных крыльях проекта «Forelle»
3 катера были построены на верфи VEB Roßlauer Schiffswerft в Рослау (один из них опытовый) и поступили в ВМС ГДР в 1958—1963 годах, Прослужили немногим более двух лет и были разобраны на металл
| Название и номер корабля | Справочные данные |
| ------------------------ | --- |
| Стр. № M 0               | заложен VEB Roßlauer Schiffswerft в Рослау, спущен, вступил в 1956 как опытовый катер (Versuchsboot), исключён в 1958 году и разобран |
| Стр. № M 5               | заложен VEB Roßlauer Schiffswerft в Рослау в 1960 году, спущен, после испытаний 13 августа 1963 года передан прибрежной пограничной бригаде ВМС ГДР как пограничный катер (Grenzboot) G-01, где вступил 13 августа 1963 года, исключён 10 июля 1965 года и разобран  |
| Стр. № M 6               | заложен VEB Roßlauer Schiffswerft в Рослау в 1960 году, спущен, после испытаний 13 августа 1963 года передан прибрежной пограничной бригаде ВМС ГДР как пограничный катер (Grenzboot) G-02, где вступил 13 августа 1963 года, исключён 10 июля 1965 года и разобран. |

### Торпедные катера (Torpedoschnellboote) проекта 183 «Большевик»
Основным типом советского торпедного катера, созданного в конце 40-х годов XX века на долгие годы стал большой ТКА проекта 183. Строительство велось с 1949 по 1960 г. на заводах: № 5 в Ленинграде, № 460 в Сосновке и № 602 во Владивостоке. Всего было построено более 420 катеров. ВМС ГДР в 1957—1960 годах получил от Советского Союза 27 катеров данного типа. Все они входили в состав 6-й флотилии Фольксмарине. В 1967—1969 годах выведены из боевого состава флота.
Двенадцать ТКА затоплены как волноломы в Дранске-Буг, из них три ТКА использовались для разведения форели
- Водоизмещение: 56/61,5 т.
- Размеры: длина: 25,5 м; ширина: 6,18 м; осадка: 1,3 м.
- Мощность: 4800 л. с.
- Макс. скорость хода: 43 уз.; Дальность хода: 1000 миль.
- Вооружение: 2 x 2 25-мм АУ 2М-3; 2 x 533-мм ТА ТТКА-53М, 8 ББ-1.
- Экипаж: 14 человек.

| Название и номер корабля                                                            | Справочные данные |
| ----------------------------------------------------------------------------------- | --- |
| 5-61 (803, 863, 821) Юлиус Адлер (с января 1968 S-21) (сер. № 183/1)                | заложен, спущен, вступил в ВМФ СССР, исключён из ВМФ СССР, 8 октября 1957 года передан ГДР, где введён в ВМС ГДР 13 ноября 1957 года, с января 1968 учебный катер (Schulboot), исключён 31 мая 1968 года и разобран на металл. |
| 5-62 (802, 862, 822, S-21) Эдгар Андре (с S-21, с 1967 Z, с Z-84) (сер. № 183/2)    | заложен, спущен, вступил в ВМФ СССР, исключён из ВМФ СССР, 8 октября 1957 года передан ГДР, где введён в ВМС ГДР 13 ноября 1957 года, с учебный катер (Schulboot), исключён из боевого состава 1 ноября 1967 года, в 1967 году переоборудован в катер-мишень (Zielboot), исключён и в 1971 году разобран на металл.                                                       |
| 5-63 (805, 865, 823, 842) Рудольф Брайтшайд (с 10 октября 1969 R-71) (сер. № 183/3) | заложен, спущен, вступил в ВМФ СССР, исключён из ВМФ СССР, 8 октября 1957 года передан ГДР, где введён в ВМС ГДР 13 ноября 1957 года, выведен из боевого состава 14 октября 1968 года , 10 октября 1969 года переоборудован в спасательный катер (Rettungsboot), исключён и в 1970 году разобран на металл.                                                               |
| 5-64 (806, 866, 824) Руди Арндт (сер. № 183/4)                                      | заложен, спущен, вступил в ВМФ СССР, исключён из ВМФ СССР, 8 октября 1957 года передан ГДР, где введён в ВМС ГДР 13 ноября 1957 года, выведен из боевого состава 1 ноября 1967 года и переоборудован в катер-мишень (Zielboot), исключён. |
| 5-65 (808, 868, 825) Герберт Бальцер (сер. № 183/5)                                 | заложен, спущен, вступил в ВМФ СССР, исключён из ВМФ СССР, 8 октября 1957 года передан ГДР, где введён в ВМС ГДР 13 ноября 1957 года, исключён 1 ноября 1967 года . |
| 5-66 (809, 869, 826, 844) Вилли Бенш (сер. № 183/6)                                 | заложен, спущен, вступил в ВМФ СССР, исключён из ВМФ СССР, 8 октября 1957 года передан ГДР, где введён в ВМС ГДР 13 ноября 1957 года , 31 августа 1968 года затонул в результате столкновения с шведским морским паромом «Drottningen», исключён 14 октября 1968 года, поднят и разобран на металл.                                                                       |
| 5-67 (807, 867, 827) Бернард Бестляйн (сер. № 183/7)                                | заложен, спущен, вступил в ВМФ СССР, исключён из ВМФ СССР, 19 октября 1957 года передан ГДР, где введён в ВМС ГДР 13 ноября 1957 года, исключён 1 ноября 1967 года . |
| 5-68 (801, 861, 828) Артур Бекер (сер. № 183/8)                                     | заложен, спущен, вступил в ВМФ СССР, исключён из ВМФ СССР, 19 октября 1957 года передан ГДР, где введён в ВМС ГДР 13 ноября 1957 года, исключён 1 ноября 1967 года и в 1969 году передан Танзании, где введён в строй. |
| 5-69 (804, 864, 829, 841) Фриц Бен (с 1968 года Z-83) (сер. № 183/9)                | заложен, спущен, вступил в ВМФ СССР, исключён из ВМФ СССР, 19 октября 1957 года передан ГДР, где введён в ВМС ГДР 13 ноября 1957 года, выведен из боевого состава 14 октября 1968 года, в 1968 году переоборудован в катер-мишень (Zielboot), исключён и в 1971 году разобран на металл.                                                                                  |
| 102 (822, 842, 862) Ганс Беймлер, с 1 ноября 1967 года G-81) (сер. № 183/10)        | заложен, спущен, вступил в ВМФ СССР, исключён из ВМФ СССР, 30 октября 1958 года передан ГДР, где введён в ВМС ГДР в 1958 году, исключён 1 ноября 1967 года и передан прибрежной пограничной бригаде ВМС ГДР, где введён как пограничный катер (Grenzboot), исключён и в 1971 году разобран на металл.                                                                     |
| 105 (823, 843, 863) Ганс Коппи (сер. № 183/11)                                      | заложен, спущен, вступил в ВМФ СССР, исключён из ВМФ СССР, 30 октября 1958 года передан ГДР, где введён в ВМС ГДР в 1958 году, исключён 1 ноября 1967 года и в 1969 году передан Танзании, где введён в строй. |
| 825 (845, 865, 846) Ханно Гюнтер, с 14 октября 1968 года G-82) (сер. № 183/12)      | заложен, спущен, вступил в ВМФ СССР, исключён из ВМФ СССР, 30 октября 1958 года передан ГДР, где введён в ВМС ГДР в 1958 году, исключён 14 октября 1968 года и передан прибрежной пограничной бригаде ВМС ГДР, где введён как пограничный катер, исключён и в 1971 разобран на металл.                                                                                    |
| 826 (846, 866) Фриц Геккерт (сер. № 183/13)                                         | заложен, спущен, вступил в ВМФ СССР, исключён из ВМФ СССР, 30 октября 1958 года передан ГДР, где введён в ВМС ГДР в 1958 году, исключён 1 ноября 1967 года и в 1969 году передан Танзании, где введён в строй. |
| 109 (828, 848, 868, с 845) Адам Кукхофф (сер. № 183/14)                             | заложен, спущен, вступил в ВМФ СССР, исключён из ВМФ СССР, 30 октября 1958 года передан ГДР, где введён в ВМС ГДР в 1958 году, исключён 14 октября 1968 года, затоплен как волнолом в Дранске-Буг.. |
| 814 (824, 861, с 841, с 821) Арвид Харнак (сер. № 183/15)                           | заложен, спущен, вступил в ВМФ СССР, исключён из ВМФ СССР, 7 сентября 1960 года передан ГДР, где введён в ВМС ГДР в ноябре 1960 года, исключён 4 августа 1970 года и разобран на металл. |
| 815 (825, 862, 842, 822) Бруно Кюн (сер. № 183/16)                                  | заложен, спущен, вступил в ВМФ СССР, исключён из ВМФ СССР, 7 сентября 1960 года передан ГДР, где введён в ВМС ГДР в ноябре 1960 года, исключён 4 августа 1970 года и разобран на металл. |
| 816 (826, 863, 843, 824) Эрих Куттнер, с 10 октября 1969 R-72), (сер. № 183/17)     | заложен, спущен, вступил в ВМФ СССР, исключён из ВМФ СССР, 7 сентября 1960 года передан ГДР, где введён в ВМС ГДР в ноябре 1960 года, исключён 16 октября 1969 года , 10 октября 1969 года переоборудован в спасательный катер (Rettungsboot), исключён и в 1975 разобран на металл.                                                                                      |
| 817 (827, 864, 844, 823) Хайнц Капелле (сер. № 183/18)                              | заложен, спущен, вступил в ВМФ СССР, исключён из ВМФ СССР, 7 сентября 1960 года передан ГДР, где введён в ВМС ГДР в ноябре 1960 года, исключён 12 октября 1970 года и разобран на металл. |
| 818 (828, 865, 845, 825) Фриц Леш (с 10 октября 1969 V-41), (сер. № 183/19)         | заложен, спущен, вступил в ВМФ СССР, исключён из ВМФ СССР, 7 сентября 1960 года передан ГДР, где введён в ВМС ГДР в ноябре 1960 года, исключён 10 октября 1969 года, в 1969 году передан Научно-техническому центру (Wissenschaftlich-Technische Zentrum) WTZ-18 в Вольгасте и переоборудован в опытовый катер (Versuchsboot), исключён и в 1973 году разобран на металл. |
| 819 (829, 866, 847, 826, 864, 824) Вильгельм Лейшнер (сер. № 183/20)                | заложен, спущен, вступил в ВМФ СССР, исключён из ВМФ СССР, 7 сентября 1960 года передан ГДР, где введён в ВМС ГДР в ноябре 1960 года, исключён 21 октября 1970 года и разобран на металл. |
| 811 (821, 867, 847, 861, 827, 825) Фриц Ридель (сер. № 183/21)                      | заложен, спущен, вступил в ВМФ СССР, исключён из ВМФ СССР, 7 сентября 1960 года передан ГДР, где введён в ВМС ГДР в ноябре 1960 года, исключён 21 октября 1970 года и разобран на металл. |
| 821 (841, 861, 865, 829) Йозеф Ромер (сер. № 183/22)                                | заложен, спущен, вступил в ВМФ СССР, исключён из ВМФ СССР, 7 сентября 1960 года передан ГДР, где введён в ВМС ГДР в ноябре 1960 года, исключён 10 октября 1969 года и разобран на металл. |
| 104 (824, 864, 843) Макс Рошер (с 14 октября 1968 года G-83), (сер. № 183/23)       | заложен, спущен, вступил в ВМФ СССР, исключён из ВМФ СССР, 7 сентября 1960 года передан ГДР, где введён в ВМС ГДР в ноябре 1960 года, исключён 14 октября 1968 года и передан прибрежной пограничной бригаде ВМС ГДР, где введён как пограничный катер (Grenzboot), исключён и в 1971 году разобран на металл                                                             |
| 827 (847, 867, 863) Фите Шульце (сер. № 183/24)                                     | заложен, спущен, вступил в ВМФ СССР, исключён из ВМФ СССР, 7 сентября 1960 года передан ГДР, где введён в ВМС ГДР в ноябре 1960 года, исключён 31 июля 1969 года, закамуфлирован под торпедный катер тип «S 39» для съёмок фильма «Rottenknechte», разобран на металл. |
| 812 (822, 868, 848, 862, 828, с 826) Антон Саефков (сер. № 183/25)                  | заложен, спущен, вступил в ВМФ СССР, исключён из ВМФ СССР, 7 сентября 1960 года передан ГДР, где введён в ВМС ГДР в ноябре 1960 года, исключён 5 сентября 1970 года и разобран на металл. |
| 813 (823, 869, 849, 864) Эрнст Шнеллер (сер. № 183/26)                              | заложен, спущен, вступил в ВМФ СССР, исключён из ВМФ СССР, 7 сентября 1960 года передан ГДР, где введён в ВМС ГДР в ноябре 1960 года, исключён 20 января 1969 года и разобран на металл. |
| 829 (849, 869, 866) Вольфганг Тисс (сер. № 183/27)                                  | заложен, спущен, вступил в ВМФ СССР, исключён из ВМФ СССР, 7 сентября 1960 года передан ГДР, где введён в ВМС ГДР в ноябре 1960 года, исключён 31 июля 1969 года, закамуфлирован под торпедный катер тип «S 39» для съёмок фильма «Rottenknechte», разобран на металл. |